# AB Pictoris

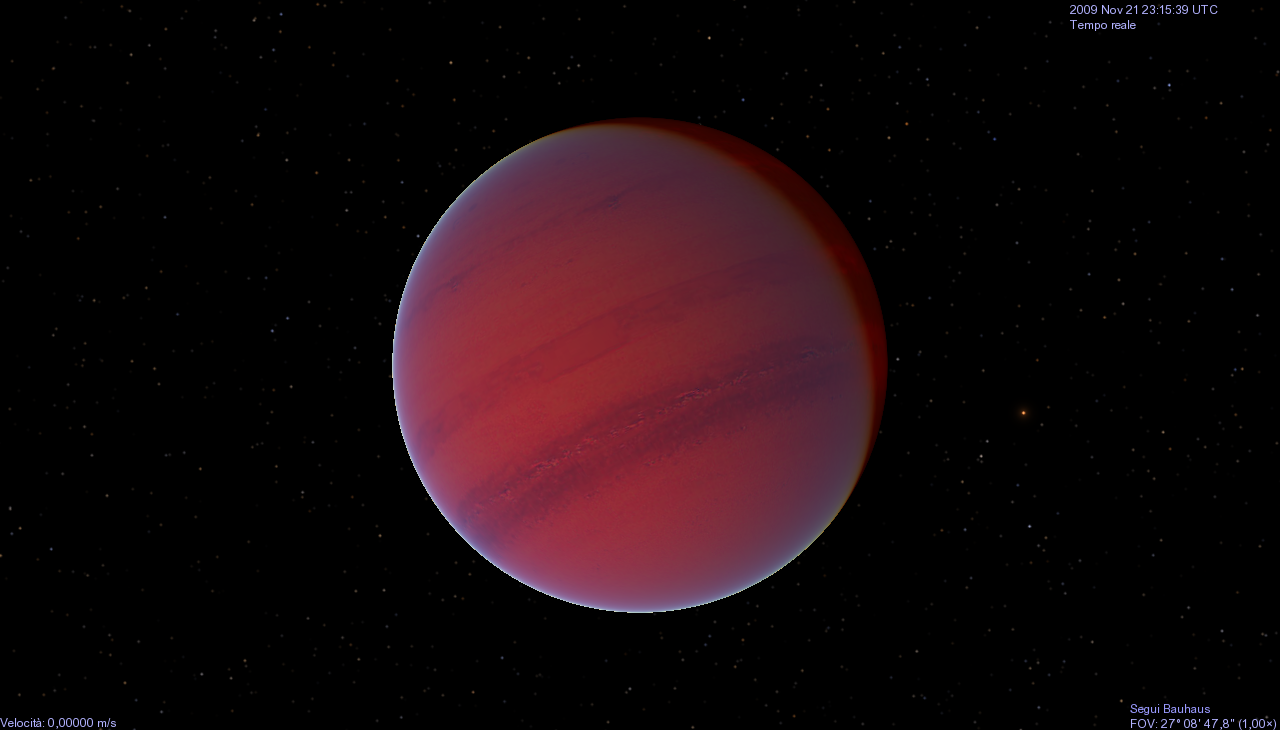
AB Pictoris B, companheiro substelar de AB Pictoris.

AB Pictoris (AB Pic) é uma estrela na constelação de Pictor. Tem uma magnitude aparente visual de 9,21, sendo invisível a olho nu. Com base em medições de paralaxe, está localizada a aproximadamente 163 anos-luz (50 parsecs) da Terra.
AB Pictoris é uma estrela de classe K da sequência principal (anã laranja) com um tipo espectral de K2V e temperatura efetiva de 5 027 K. Possui uma massa de 95% da massa solar, um raio de 92% do raio solar e está brilhando com metade da luminosidade solar. É uma estrela variável do tipo BY Draconis, com uma variação de magnitude de 0,09 e um período de 3,853 dias. Estrelas desse tipo apresentam variação no brilho devido à presença de manchas estelares que, conforme a estrela rotaciona, entram e saem da linha de visão da Terra. Existem inconsistências quanto à associação estelar a que AB Pictoris pertence; a estrela já foi identificada como membro da associação Tucana–Horologium, da associação Carina e da associação Columba. Mesmo assim, as três associações possuem idade aproximada de 30 milhões de anos, que é portanto considerada a idade de AB Pictoris.
Em 2005, foi anunciada a descoberta por imagens diretas de um objeto subestelar orbitando AB Pictoris, designado AB Pictoris b, observado a uma separação de 5,5 segundos de arco, o que corresponde a no mínimo 260 UA. Modelos evolucionários indicam que o objeto possui uma massa entre 13 e 14 vezes a massa de Júpiter, portanto ele pode ser um planeta extrassolar massivo ou uma anã marrom de massa mínima. O tipo espectral do objeto foi estimado entre L0 e L1 e temperatura efetiva entre 1 700 e 2 100 K. Um outro estudo, no entanto, estimou uma temperatura menor, entre 1 400 e 1 800 K.